# Chernovskiia amphitrite
Chernovskiia amphitrite är en tvåvingeart som först beskrevs av Henry Keith Townes, Jr. 1945.  Chernovskiia amphitrite ingår i släktet Chernovskiia och familjen fjädermyggor. Inga underarter finns listade i Catalogue of Life.